# 卢维利耶莱佩尔什
卢维利耶莱佩尔什（法語：Louvilliers-lès-Perche，法語發音：[luvilje lɛ pɛʁʃ]，意为“佩尔什附近的卢维利耶”）是法国厄尔-卢瓦省的一个市镇，属于德勒区。

## 地理
卢维利耶莱佩尔什（48°37'22"N, 1°4'43"E）面积14.5 平方千米，位于法国中央-卢瓦尔河谷大区厄尔-卢瓦省，该省份为法国北部内陆省份，北起顺时针与厄尔省、伊夫林省、埃松省、卢瓦雷省、卢瓦-谢尔省、萨尔特省和奧恩省接壤。
与卢维利耶莱佩尔什接壤的市镇（或旧市镇、城区）包括：克吕塞维拉日、马耶布瓦、勒梅尼勒托马、瑟农什、拉弗朗布瓦西耶尔、拉索塞勒。

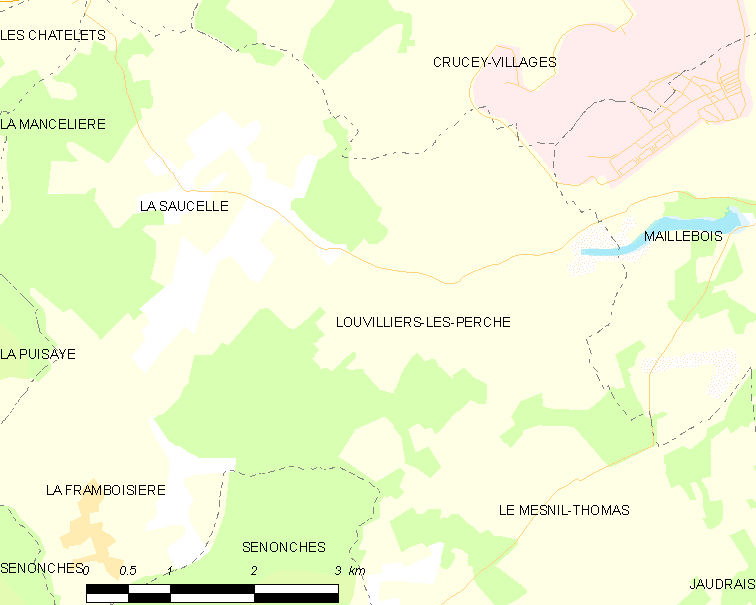
卢维利耶莱佩尔什的OSM定位图

卢维利耶莱佩尔什的时区为UTC+01:00、UTC+02:00（夏令时）。

## 行政
卢维利耶莱佩尔什的邮政编码为28250，INSEE市镇编码为28217。

## 政治
卢维利耶莱佩尔什所属的省级选区为圣吕班德容什雷县。

## 人口

1962-2008年间卢维利耶莱佩尔什人口变化图示

卢维利耶莱佩尔什于2022年1月1日时的人口数量为198人。